# Supermassive Black Hole (пісня Muse)
Supermassive Black Hole (з англ. — надмасивна чорна діра) — сингл британського гурту Muse з четвертого студійного альбому  Black Holes and Revelations, випущений 12 червня 2006 року. Широко використовувався в медіа. Вперше пісня прозвучала в телесеріалі «Надприродне» (S02E10). У 2008 році пісня стала саундтреком фільму «Сутінки».
Пісня досягла четвертої позиції в чарті UK Singles Chart, що на той час було найвищою позицією для Muse у Великій Британії. У жовтні 2011, журнал NME розмістив пісню на 74 позиції в списку «150 кращих пісень останніх 15 років».

## Використання в медіа
Пісня звучала в якості саундтреку до відеогри «FIFA 07». В 2011 — в епізодах телевізійних серіалів «Доктор Хто» (S06E05) і «Бедлам» (S01E03).

## Список композицій
Автор музики і слів Метью Белламі. 
| 7" вініл (HEL3001); CD сингл (HEL3001CD); цифрове завантаження | 7" вініл (HEL3001); CD сингл (HEL3001CD); цифрове завантаження | 7" вініл (HEL3001); CD сингл (HEL3001CD); цифрове завантаження |
| #                                                              | Назва                                                          | Тривалість                                                     |
| -------------------------------------------------------------- | -------------------------------------------------------------- | -------------------------------------------------------------- |
| 1.                                                             | «Supermassive Black Hole»                                      | 3:29                                                           |
| 2.                                                             | «Crying Shame»                                                 | 2:38                                                           |
| 6:07                                                           |                                                                |                                                                |

| DVD сингл (HEL3001DVD) | DVD сингл (HEL3001DVD)                      | DVD сингл (HEL3001DVD) |
| #                      | Назва                                       | Тривалість             |
| ---------------------- | ------------------------------------------- | ---------------------- |
| 1.                     | «Supermassive Black Hole» (відеокліп)       | 3:29                   |
| 2.                     | «Supermassive Black Hole»                   | 3:29                   |
| 3.                     | «Supermassive Black Hole» (making-of відео) | 12:04                  |
| 18:05                  |                                             |                        |

## Чарти і сертифікації
| Чарт (2006–07)                      | Найвища позиція |
| ----------------------------------- | --------------- |
| Австралія (ARIA)                    | 34              |
| Бельгія (Ultratip Flanders)         | 13              |
| Бельгія (Ultratip Wallonia)         | 13              |
| Данія (Tracklisten)                 | 7               |
| Фінляндія (Latauslista)             | 10              |
| Франція (SNEP)                      | 51              |
| Італія (FIMI)                       | 9               |
| Ірландія (IRMA)                     | 16              |
| Нідерланди (Dutch Top 40)           | 39              |
| Швейцарія (Media Control AG)        | 33              |
| Велика Британія (UK Singles Chart)  | 4               |
| США (Alternative Songs) (Billboard) | 6               |

| Регіон                                             | Сертифікація | Продажі   |
| -------------------------------------------------- | ------------ | --------- |
| Канада (Music Canada)                              | Золотий      | 0*        |
| Велика Британія (BPI)                              | Золотий      | 400 000^  |
| США (RIAA)                                         | Платиновий   | 1 000 000 |
| ^відвантаження, що базуються лише на сертифікаціях |              |           |